# Пенелопа рудобока
Пенелопа рудобока (Penelope superciliaris) — вид куроподібних птахів родини краксових (Cracidae).

## Поширення
Вид поширений в Бразилії, на сході Болівії і Парагваю та на крайній півночі Аргентини. Населяє найрізноманітніші ландшафти на своєму широкому ареалі: внутрішні території та узлісся густого лісу, галерейного лісу, в рестінзі, лісисті угіддя у пасовищах серрадо, каатинзі, мангрових заростях та плантаціях евкаліпта.

## Спосіб життя
Зазвичай живе групами до 12 особин. Харчується фруктами, насінням і комахами.

## Підвиди
- P. s. superciliaris (Temminck, 1815) — бразильська Амазонія
- P. s. jacupemba (Spix, 1825) — від центральної та південної Бразилії до східної Болівії
- P. s. major (Bertoni, 1901) — від крайнього півдня Бразилії до сходу Парагваю та північного сходу Аргентини